# Архангельское (Губкинский городской округ)
Архангельское — село Губкинского городского округа Белгородской области, центр Архангельской территориальной администрации.

## География
Село Архангельское расположено на юго-востоке Среднерусской возвышенности, в зоне лесостепи, в северо-западной части Губкинского района, в долине речки Масловка. Удалено от районного центра Губкина на 28 км. Ближайшая ж/д станция «Приустье» находится в 7 км. С районным центром село соединяет автодорога Губкин — Кривец.

## История
В конце XVIII века село Архангельское (Тимирязево) входило в состав Тимского уезда Курской губернии и принадлежало капитану Василию Выродову. Краеведы предполагают, что изначально эти земли и поселение Архангельское принадлежали Тимирязеву, отсюда и первоначальное название села Тимирязево. В селе действовала деревянная церковь во имя Архангела Михаила.
В 1779 году территория современного Архангельского округа вошла в состав Старооскольского уезда Курской губернии.
В 1835 году в селе построена кирпичная церковь во имя Архангела Михаила.
К концу XIX века в селе Архангельское было 166 дворов, проживало 1140 жителей, действовали каменная церковь, 2 деревянных хлебозапасных магазина, 3 торговых и 1 винная лавка.
К началу XX века уездным земством в селе открывается больница. В 1904 году начала действовать телефонная связь.
По данным 1917 года, село Архангельское с округом входило в Кладовскую волость Староскольского уезда. В феврале 1918 года был создан Кладовский волостной совет крестьянских депутатов.
С июля 1928 года село Архангельское — центр Архангельского сельского Совета (село и коммуна) в Скороднянском районе.
18 марта 1935 года Архангельский сельский Совет входит в состав Боброводворского района Курской области.
С 3 июля 1942 по 8 февраля 1943 года территория Архангельского сельского Совета находилась в зоне оккупации.
В 1958 году в центре села построен клуб, где была размещена библиотека.
В 1960 году в селе на территории больницы начала функционировать аптека.
12 января 1965 года Архангельский сельский Совет вошел в состав новообразованного Губкинского района.
В 1972 году в селе открыт мемориальный воинам погибшим в годы Великой Отечественной войны.
В 1988 году открыта новая средняя школа на 192 места. В 1996 −1999 годах Архангельский округ газифицирован.

## День села
С 2003 года ежегодно 21 ноября проводится праздник села, приуроченный к православному престольному празднику — Михайлову дню.

## Население
По данным переписи 1885 года село Архангельское насчитывало 135 дворов крестьян собственников, 886 жителей (449 мужского и 437 женского пола).
В 1931 году в селе проживало 1600 человек.

На 17 января 1979 года в Архангельском — 784 жителя, на 12 января 1989 года — 735 (307 мужчин и 428 женщин).
| 2002 | 2010  | 2011  | 2013  | 2015  | 2016 |
| ---- | ----- | ----- | ----- | ----- | ---- |
| 991  | ↗1022 | ↗1043 | ↘1028 | ↘1000 | ↘980 |

## Достопримечательности
- Парк усадьбы «Архангельское» (пл. 25 га). Расположен в километре к юго-западу от восточной оконечности села Архангельского.